# Zawoja
Zawoja est une localité polonaise, siège de la gmina de Zawoja, située dans le powiat de Sucha en voïvodie de Petite-Pologne.